# Branko Crvenkovski
Branko Crvenkovski, född 12 oktober 1962 i Sarajevo, är en civilingenjör och makedonsk politiker.
Crvenkovski valdes till medlem i parlament vid det första parlamentsvalet efter självständigheten (1990). Från och med september 1992 till och med november 1998 var han premiärminister i den makedonska regeringen. Han omvaldes som medlem i parlamentet vid 1998 års parlamentsval och åter igen år 2002. Crvenkovski var premiärminister en andra period från november 2002 till och med maj 2004.
Vid presidentvalet i april 2004 valdes han till president, och satt på denna post från 12 maj 2004 till 12 maj 2009. Valet blev dock omdebatterat angående legaliteten (valfusk) och betraktades som olagligt av andra partierna, främst av VMRO-DPMNE.[källa behövs]